# Edi Andradina
Edi Carlos Dias Marçal, mais conhecido como Edi Andradina (Andradina, 13 de setembro de 1974), é um ex-futebolista brasileiro que atuava como meio-campo.

## Artilharia
Arsenal Tula
- Campeonato Russo: 1998 (27 gols)[2]